# Soledad Becerril
María Soledad Becerril Bustamante, marchesa consorte di Salvatierra, conosciuta semplicemente come Soledad Becerril (Madrid, 16 agosto 1944), è una politica spagnola, più volte deputata al Congresso dei Deputati, senatrice, sindaca di Siviglia dal 1995 al 1999 e ministra della Cultura tra il 1981 e il 1982.

## Biografia

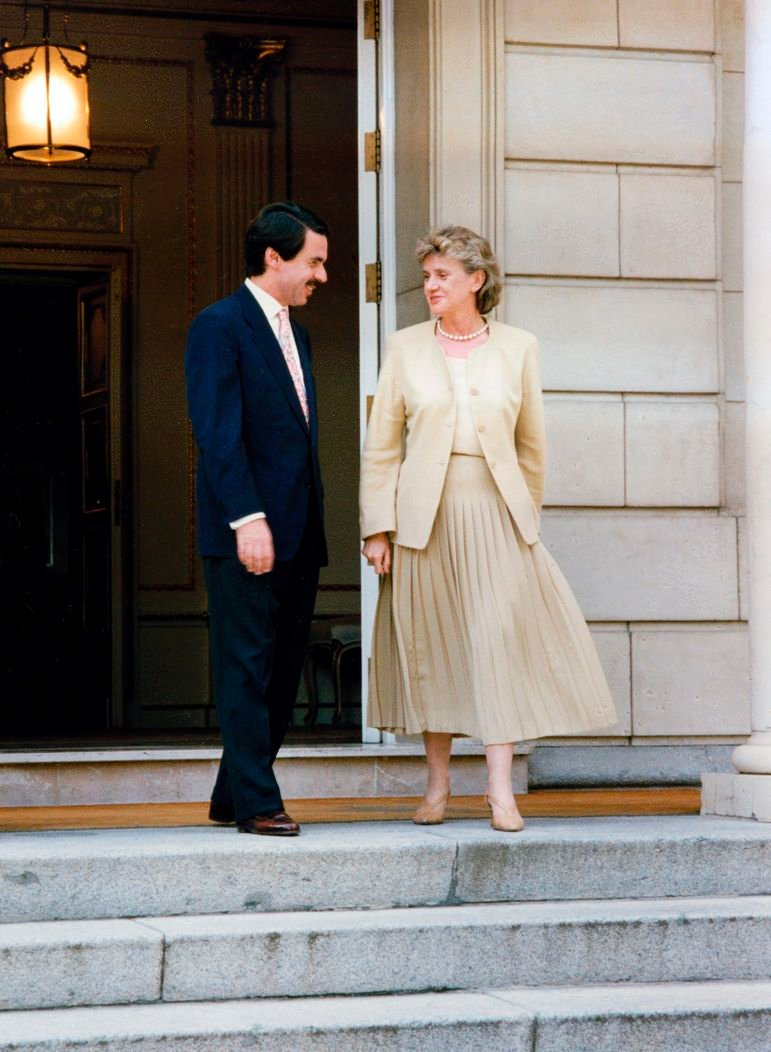
La sindaca di Siviglia Soledad Becerril con José María Aznar

Ultima di quattro figli, Soledad Becerril studiò lettere e filosofia e fu studentessa presso la Columbia University. Docente presso l'Università di Siviglia, fondò la rivista La Ilustración Regional.
Entrata in politica con l'Unione di Centro Democratico, in occasione delle elezioni del 1977 venne eletta al Congresso dei Deputati. Fece parte della commissione incarica di redigere lo Statuto di Autonomia dell'Andalusia.
Nel 1981, l'allora Presidente del Governo di Spagna Leopoldo Calvo-Sotelo la volle come ministra della Cultura. Soledad Becerril divenne la prima donna a rivestire la carica di ministro dalla Seconda Repubblica, quando erano state nominate l'anarchica Federica Montseny e la repubblicana Victoria Kent. Restò in carica per un anno, fino alla scadenza del governo Calvo-Sotelo.
Nel corso della quarta, quinta e sesta legislatura fu rieletta deputata con il Partito Popolare.
Nel 1995 divenne la prima donna ad essere eletta sindaca di Siviglia. Restò in carica per i successivi quattro anni, venendo sconfitta nel 1999 da Alfredo Sánchez Monteseirín.
Soledad Becerril era in carica come sindaca quando avvennero i brutali omicidi di Miguel Ángel Blanco e Alberto Jiménez-Becerril da parte dei terroristi dell'ETA, che lei condannò aspramente; anni dopo, all'arresto dei terroristi, scoprì di essere stata anche lei una degli obiettivi degli attentati.

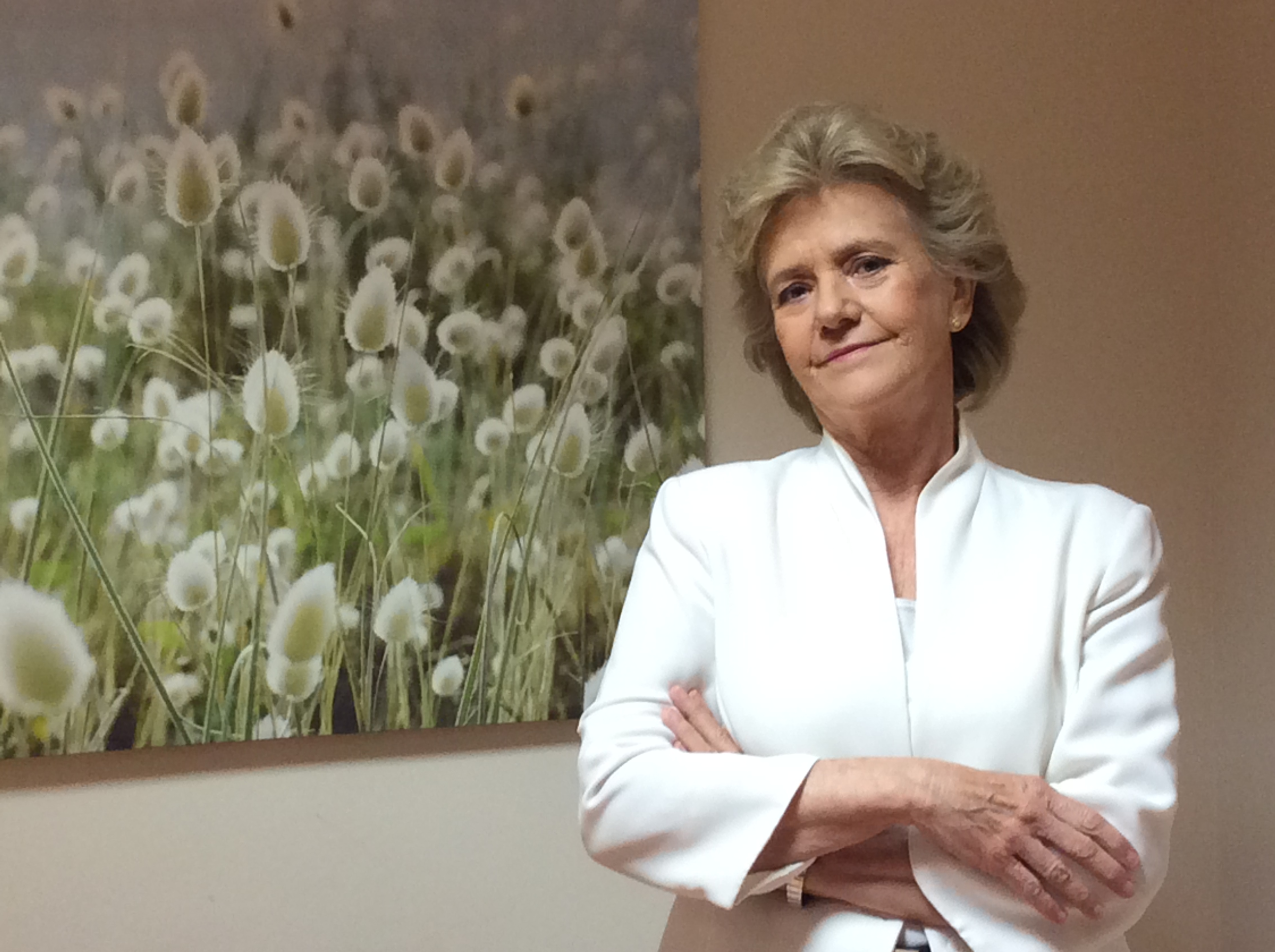
Soledad Becerril nel 2014

Nel 2004 vinse un seggio al Senato di Spagna, mentre nella legislatura successiva tornò al Congresso dei Deputati.
Nel mese di giugno del 2012 divenne la prima donna a rivestire la carica di Difensore del popolo. Rassegnò le proprie dimissioni cinque anni più tardi.
Madre di due figli, Soledad Becerril è stata sposata con Rafael Atienza y Medin, ottavo marchese di Salvatierra e cancelliere della Real Maestranza di Cavalleria di Siviglia.